# William Montagu-Douglas-Scott
William Henry Walter Montagu-Douglas-Scott, 6e duc de Buccleuch et 8e duc de Queensberry (9 septembre 1831 – 5 novembre 1914) est un homme politique et pair britannique.

## Biographie
Né à Westminster en Londres, il est le fils du cinquième duc et de Charlotte, fille du deuxième marquis de Bath.
Il étudie au collège d'Eton et au Christ Church d'Oxford. En 1859, il se marie avec Lady Louisa Jane Hamilton, maîtresse des robes de la reine Victoria, la troisième fille du premier duc d'Abercorn. Ils ont six fils et deux filles :
- Walter Henry Scott, comte de Dalkeith (1861-1886)
- John Charles Montagu-Douglas-Scott, neuvième duc de Queensberry (1864-1935)
- George William Montagu-Douglas-Scott (1866-1947)
- Henry Francis Scott (1868-1945)
- Herbert Andrew Montagu-Douglas-Scott (1872-1944)
- Katharine Mary Montagu-Douglas-Scott (1875-1951)
- Constance Anne Scott (1877-1970)
- Francis George Scott (1879-1952)

Il siège comme représentant conservateur du Midlothian au Parlement de 1853 à 1868 et de 1874 à 1880. Il est également Lieutenant-Colonel du Midlothian Yeomanry de 1856 à 1872.
Il succède à son père en 1884. Il est capitaine-général de la Royal Company of Archers de 1884 à 1914 et Lord Lieutenant de Dumfries en 1858.
Il est fait chevalier de l'ordre du Chardon en 1875, titre qu'il abandonne pour devenir chevalier de l'ordre de la Jarretière en 1897, et devient Conseiller privé en 1901.

## Distinctions

### Décorations britanniques
- Chevalier de l'Ordre de la Jarretière (7 décembre 1897)
- Chevalier de l'Ordre du Chardon (5 août 1875)
- Médaille du jubilé d'or de Victoria (21 juin 1887)
- Médaille du jubilé de diamant de Victoria (20 juin 1897)
- Médaille du couronnement du roi Édouard VII (26 juin 1902)
- Médaille du couronnement du roi George V (30 juin 1911)